# Wereldkampioenschap superbike van Losail 2007
Het wereldkampioenschap superbike van Losail 2007 was de eerste ronde van het wereldkampioenschap superbike en het wereldkampioenschap Supersport 2007. De races werden verreden op 24 februari 2007 op het Losail International Circuit nabij Doha, Qatar.

## Superbike

### Race 1
| Pos | Nr  | Rijder            | Constructeur | Rondes | Tijd        | Grid | Punten |
| --- | --- | ----------------- | ------------ | ------ | ----------- | ---- | ------ |
| 1   | 3   | Max Biaggi        | Suzuki       | 18     | 36:10.115   | 2    | 25     |
| 2   | 52  | James Toseland    | Honda        | 18     | +1.483      | 3    | 20     |
| 3   | 57  | Lorenzo Lanzi     | Ducati       | 18     | +13.906     | 5    | 16     |
| 4   | 71  | Yukio Kagayama    | Suzuki       | 18     | +14.819     | 7    | 13     |
| 5   | 21  | Troy Bayliss      | Ducati       | 18     | +17.305     | 6    | 11     |
| 6   | 76  | Max Neukirchner   | Suzuki       | 18     | +24.931     | 8    | 10     |
| 7   | 44  | Roberto Rolfo     | Honda        | 18     | +25.165     | 10   | 9      |
| 8   | 41  | Noriyuki Haga     | Yamaha       | 18     | +27.320     | 4    | 8      |
| 9   | 11  | Troy Corser       | Yamaha       | 18     | +31.237     | 1    | 7      |
| 10  | 111 | Rubén Xaus        | Ducati       | 18     | +31.669     | 11   | 6      |
| 11  | 99  | Steve Martin      | Honda        | 18     | +42.355     | 17   | 5      |
| 12  | 38  | Shinichi Nakatomi | Yamaha       | 18     | +46.845     | 16   | 4      |
| 13  | 53  | Alessandro Polita | Suzuki       | 18     | +59.207     | 19   | 3      |
| 14  | 96  | Jakub Smrž        | Ducati       | 18     | +1:00.296   | 21   | 2      |
| 15  | 42  | Dean Ellison      | Ducati       | 18     | +1:21.043   | 20   | 1      |
| 16  | 73  | Christian Zaiser  | MV Agusta    | 18     | +1:44.306   | 18   |        |
| 17  | 95  | Mashel Al Naimi   | Kawasaki     | 17     | +1 ronde    | 23   |        |
| DNF | 55  | Régis Laconi      | Kawasaki     | 11     | Ongeluk     | 13   |        |
| DNF | 10  | Fonsi Nieto       | Kawasaki     | 11     | Ongeluk     | 9    |        |
| DNF | 25  | Josh Brookes      | Honda        | 11     | Ongeluk     | 15   |        |
| DNF | 36  | Jiří Dražďák      | Yamaha       | 7      | Uitgevallen | 22   |        |
| DNF | 31  | Karl Muggeridge   | Honda        | 0      | Ongeluk     | 14   |        |
| DNF | 84  | Michel Fabrizio   | Honda        | 0      | Ongeluk     | 12   |        |

### Race 2
| Pos | Nr  | Rijder            | Constructeur | Rondes | Tijd        | Grid | Punten |
| --- | --- | ----------------- | ------------ | ------ | ----------- | ---- | ------ |
| 1   | 52  | James Toseland    | Honda        | 18     | 36:09.433   | 3    | 25     |
| 2   | 3   | Max Biaggi        | Suzuki       | 18     | +0.738      | 2    | 20     |
| 3   | 11  | Troy Corser       | Yamaha       | 18     | +7.386      | 1    | 16     |
| 4   | 41  | Noriyuki Haga     | Yamaha       | 18     | +14.984     | 4    | 13     |
| 5   | 10  | Fonsi Nieto       | Kawasaki     | 18     | +15.033     | 9    | 11     |
| 6   | 71  | Yukio Kagayama    | Suzuki       | 18     | +15.911     | 7    | 10     |
| 7   | 57  | Lorenzo Lanzi     | Ducati       | 18     | +16.664     | 5    | 9      |
| 8   | 21  | Troy Bayliss      | Ducati       | 18     | +23.249     | 6    | 8      |
| 9   | 111 | Rubén Xaus        | Ducati       | 18     | +24.282     | 11   | 7      |
| 10  | 76  | Max Neukirchner   | Suzuki       | 18     | +33.480     | 8    | 6      |
| 11  | 55  | Régis Laconi      | Kawasaki     | 18     | +34.004     | 13   | 5      |
| 12  | 84  | Michel Fabrizio   | Honda        | 18     | +37.297     | 12   | 4      |
| 13  | 25  | Josh Brookes      | Honda        | 18     | +42.064     | 15   | 3      |
| 14  | 31  | Karl Muggeridge   | Honda        | 18     | +42.359     | 14   | 2      |
| 15  | 53  | Alessandro Polita | Suzuki       | 18     | +46.206     | 19   | 1      |
| 16  | 96  | Jakub Smrž        | Ducati       | 18     | +46.467     | 21   |        |
| 17  | 38  | Shinichi Nakatomi | Yamaha       | 18     | +51.300     | 16   |        |
| 18  | 99  | Steve Martin      | Honda        | 18     | +1:03.411   | 17   |        |
| 19  | 42  | Dean Ellison      | Ducati       | 18     | +1:42.715   | 20   |        |
| 20  | 95  | Mashel Al Naimi   | Kawasaki     | 17     | +1 ronde    | 23   |        |
| DNF | 36  | Jiří Dražďák      | Yamaha       | 6      | Uitgevallen | 22   |        |
| DNF | 44  | Roberto Rolfo     | Honda        | 0      | Uitgevallen | 10   |        |
| DNF | 73  | Christian Zaiser  | MV Agusta    | 0      | Uitgevallen | 18   |        |

## Supersport
| Pos | Nr  | Rijder                | Constructeur | Rondes | Tijd        | Grid | Punten |
| --- | --- | --------------------- | ------------ | ------ | ----------- | ---- | ------ |
| 1   | 54  | Kenan Sofuoğlu        | Honda        | 18     | 37:22.452   | 4    | 25     |
| 2   | 11  | Kevin Curtain         | Yamaha       | 18     | +3.413      | 1    | 20     |
| 3   | 21  | Katsuaki Fujiwara     | Honda        | 18     | +6.228      | 3    | 16     |
| 4   | 9   | Fabien Foret          | Kawasaki     | 18     | +13.759     | 5    | 13     |
| 5   | 7   | Pere Riba             | Kawasaki     | 18     | +13.857     | 6    | 11     |
| 6   | 127 | Robbin Harms          | Honda        | 18     | +14.534     | 13   | 10     |
| 7   | 55  | Massimo Roccoli       | Yamaha       | 18     | +18.650     | 10   | 9      |
| 8   | 69  | Gianluca Nannelli     | Ducati       | 18     | +18.775     | 8    | 8      |
| 9   | 77  | Barry Veneman         | Suzuki       | 18     | +19.291     | 11   | 7      |
| 10  | 31  | Vesa Kallio           | Suzuki       | 18     | +20.595     | 12   | 6      |
| 11  | 12  | Javier Forés          | Honda        | 18     | +20.817     | 14   | 5      |
| 12  | 18  | Craig Jones           | Honda        | 18     | +22.398     | 22   | 4      |
| 13  | 4   | Lorenzo Alfonsi       | Honda        | 18     | +26.903     | 20   | 3      |
| 14  | 44  | David Salom           | Yamaha       | 18     | +28.568     | 21   | 2      |
| 15  | 45  | Gianluca Vizziello    | Yamaha       | 18     | +34.516     | 17   | 1      |
| 16  | 60  | Vladimir Ivanov       | Yamaha       | 18     | +36.969     | 19   |        |
| 17  | 8   | Chris Peris           | Yamaha       | 18     | +43.631     | 16   |        |
| 18  | 25  | Tatu Lauslehto        | Honda        | 18     | +57.399     | 28   |        |
| 19  | 17  | Miguel Praia          | Honda        | 18     | +1:08.489   | 27   |        |
| 20  | 34  | Davide Giugliano      | Kawasaki     | 18     | +1:08.518   | 15   |        |
| 21  | 88  | Gergő Talmácsi        | Yamaha       | 18     | +1:08.688   | 32   |        |
| 22  | 46  | Jesco Günther         | Honda        | 18     | +1:15.546   | 30   |        |
| 23  | 94  | David Checa           | Yamaha       | 18     | +1:25.936   | 24   |        |
| 24  | 96  | Nikola Milovanovic    | Honda        | 18     | +1:29.951   | 35   |        |
| DNF | 169 | Julien Enjolras       | Yamaha       | 17     | Uitgevallen | 31   |        |
| DNF | 35  | Gilles Boccolini      | Kawasaki     | 17     | Uitgevallen | 34   |        |
| DNF | 16  | Sébastien Charpentier | Honda        | 16     | Ongeluk     | 2    |        |
| DNF | 26  | Joan Lascorz          | Honda        | 13     | Ongeluk     | 18   |        |
| DNF | 194 | Sébastien Gimbert     | Yamaha       | 13     | Ongeluk     | 25   |        |
| DNF | 32  | Yoann Tiberio         | Honda        | 12     | Uitgevallen | 9    |        |
| DNF | 116 | Simone Sanna          | Honda        | 12     | Uitgevallen | 26   |        |
| DNF | 73  | Yves Polzer           | Ducati       | 7      | Uitgevallen | 33   |        |
| DNF | 23  | Broc Parkes           | Yamaha       | 5      | Uitgevallen | 7    |        |
| DNF | 38  | Grégory Leblanc       | Honda        | 5      | Uitgevallen | 23   |        |
| DNF | 37  | William De Angelis    | Honda        | 2      | Ongeluk     | 29   |        |
| DNF | 39  | David Forner          | Yamaha       | 0      | Uitgevallen | 36   |        |

## Tussenstanden na wedstrijd

### Superbike
| Pos | Nr | Rijder         | Team   | Punten |
| --- | -- | -------------- | ------ | ------ |
| 1   | 52 | James Toseland | Honda  | 45     |
| 2   | 3  | Max Biaggi     | Suzuki | 45     |
| 3   | 57 | Lorenzo Lanzi  | Ducait | 25     |
| 4   | 11 | Troy Corser    | Yamaha | 23     |
| 5   | 71 | Yukio Kagayama | Suzuki | 23     |

### Supersport
| Pos | Nr | Rijder            | Team     | Punten |
| --- | -- | ----------------- | -------- | ------ |
| 1   | 54 | Kenan Sofuoğlu    | Honda    | 25     |
| 2   | 11 | Kevin Curtain     | Yamaha   | 20     |
| 3   | 21 | Katsuaki Fujiwara | Honda    | 16     |
| 4   | 9  | Fabien Foret      | Kawasaki | 13     |
| 5   | 7  | Pere Riba         | Kawasaki | 11     |

2005 · 2006 · 2007 · 2008 · 2009 · 2014 · 2015 · 2016 · 2017 · 2018 · 2019